# Ahvahci
Ahvahci (ili Ahvahi; Ахвахцы) su neveliki narod u području Kavkaza, oko 6.500 pripadnika od čega oko 4.000 u Rusiji i 2.000 u Azerbajdžanu. Ahvahi su srodni Andijcima i jedan su od domorodačkih naroda zapadnog Dagestana. Njihov jezik ima dva dijalekta, sjeverni i južni, pisma nemaju pa se služe avarskim.
Sami sebe oni nazivaju Ašvado, a poznati su i kao Sadyk'ilidu i Giakh'valal.
Slično kao i kod Čamalala bave se uzgojem stoke, a sade i nešto pšenice, zobi, kukuruza, duhana, krumpira i drugog bilja na navodnjavanim terasastim poljima.
Kod Ahvaha nalazimo organizaciju koja poznaje ratnike, stočare i farmere (jamaat), dok se u obiteljskom životu veoma poštuju starije osobe. 
Tradicionalna odjeća je dagestanskog tipa. Muškarci nose hlače, košulje i beshmet, čerkeski kaput sličan kaftanu, a glavu često puta briju. Tradicionalna hrana su kruh, mlijeko, meso, khinkali (ხინკალი), razne kaše, juhe i pite. 
Imaju svoj vlastiti agrikulturni kalendar i narodnu medicunu. Muslimanske su vjeroispovjedi, ali upražnjavaju i razne obrede vezane uz kult zemlje.

## Vanjske poveznice
- Ахвахцы